# David Gopito
David Gopito es un escultor de Zimbabue, nacido el 2 de febrero de 1946 en Mutare. Pertenece a la llamada tercera generación de escultores modernos de Zimbabue.

## Datos biográficos

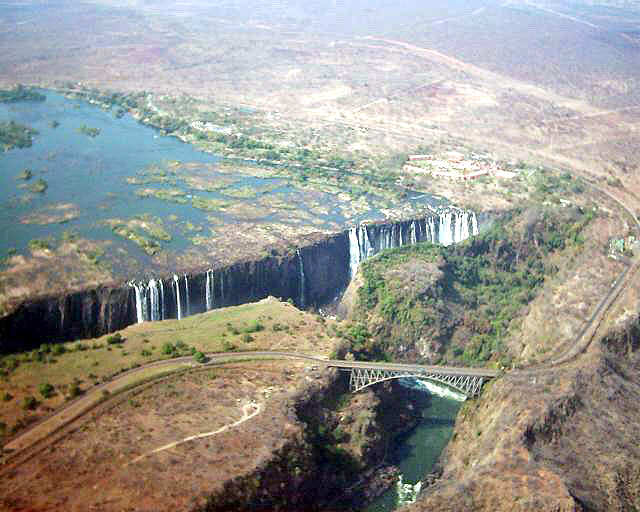
Cataratas Victoria, donde Gopito vivió y trabajó durante dos años.

David Gopito nació en Mutare y estudió escultura con su hermano, John Gwatirwa. En 1969 se trasladó a las Cataratas Victoria, donde trabajó en la Villa Artesanal a lo largo de dos años. Actualmente vive y trabaja en Chitungwiza. 